# Quujuutilik
Quujuutilik är en ö i Grönland (Kungariket Danmark).   Den ligger i kommunen Sermersooq, i den södra delen av Grönland, 700 km öster om huvudstaden Nuuk. Arean är 9,8 kvadratkilometer.
Terrängen på Quujuutilik är lite kuperad. Öns högsta punkt är 590 meter över havet. Den sträcker sig 4,0 kilometer i nord-sydlig riktning, och 4,5 kilometer i öst-västlig riktning.